# Ron Hayman
Ronald "Ron" Hayman (East Dunbartonshire, 31 de agosto de 1954) é um ex-ciclista, um dos primeiros canadenses a se tornar profissional na década de 70, inspirando aqueles que seguem como companheiro canadense, Alex Stieda. Ele representou o Canadá nos Jogos Olímpicos de Verão de 1972 e de 1976.